# Jiquinlaca
Jiquinlaca es una de las 9 Aldeas del Municipio de Concepción , departamento de Intibucá.

## Historia
La comunidad de Jiquinlaca fue fundada en el año 1770 su nombre se debe a que sus primeros pobladores se dedicaban al cultivo de la planta de jiquilete de la cual Extraían la tinta. 
La venta de dichos productos que proporcionaban ingresos económicos que utilizaban para satisfacer sus necesidades básicas y por ese nombre de jiquilete le pusieron Jiquinlaca.
En 1775 esta comunidad contaba con una población de 170 habitantes, la ubicación de esta comunidad de Jiquinlaca está ubicada a 3 Kilómetros al sur del pueblo de Concepción.

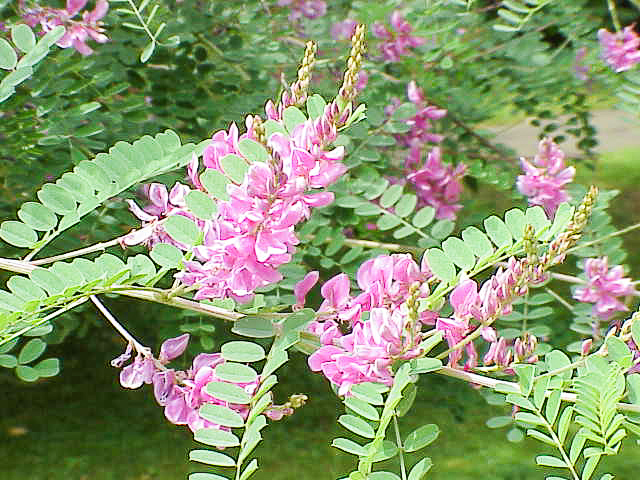
Planta de Jiquilite o Añil

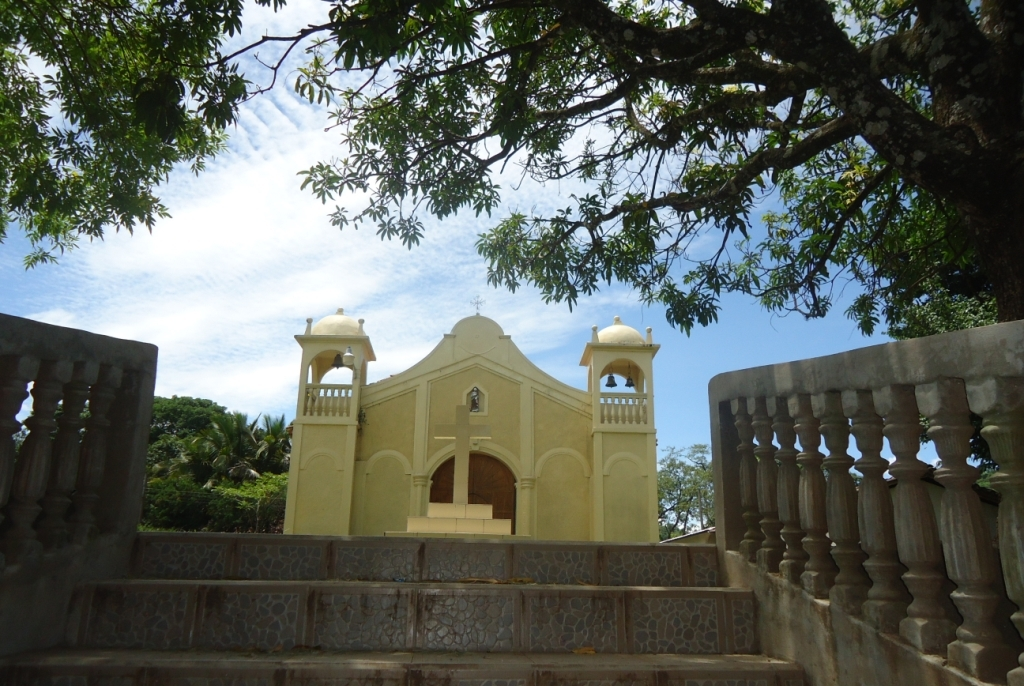
Iglesia católica Jiquinlaca Concepción Intibuca

## Límites
Norte con el Casco Urbano de Concepción
Sur con la Aldea de El Carmen y la Hacienda de Santa Lucía,
Este con la comunidad de Santiago 
Oeste con la comunidad de Cálusica.

## Política
En aquel tiempo existió un patronato comunal que era el encargado de desarrollar los proyectos. En la comunidad existió una sociedad de padres de familia y dos comités agrícola, también existe un grupo de delegados de la Palabra en La Iglesia Católica. Se celebraba la Feria patronal en Jiquinlaca el día 19 de marzo  (Día del Padre) en honor a nuestro Santo Patrono San José.

## Religión
La religión Católica predomina en Jiquinlaca con un total del 90% de los habitantes.

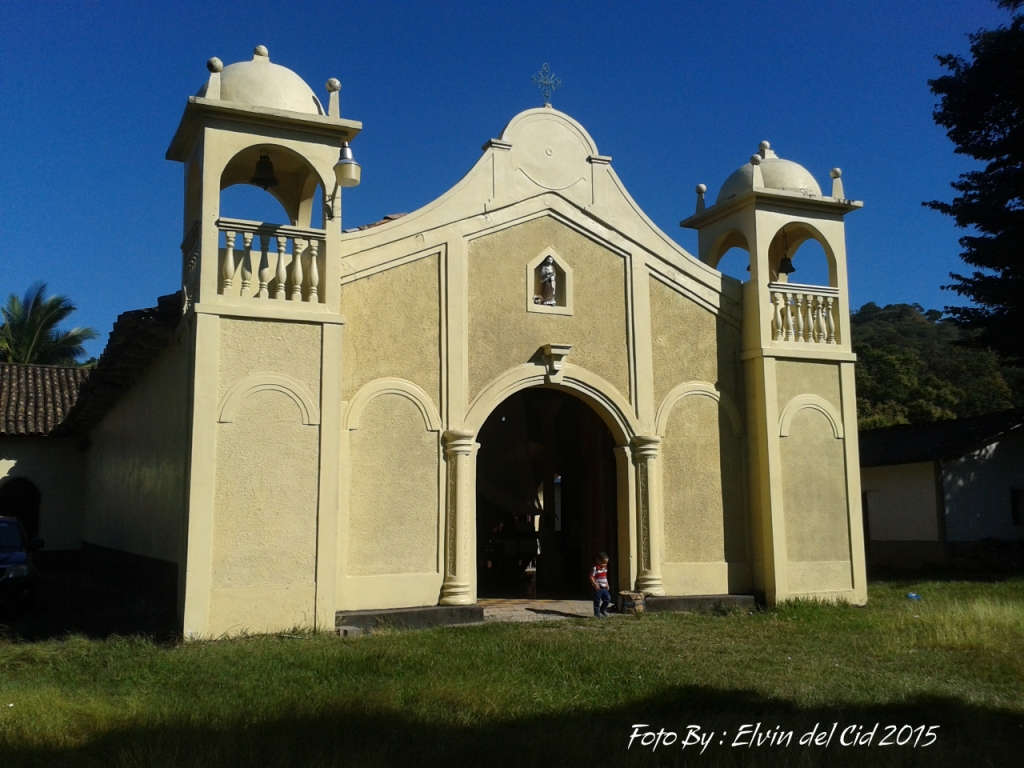
Jiquinlaca Concepción Intibuca

## Ubicación geográfica
La comunidad de Jiquinlaca se ubica a cuatro (4) km de distancia al sur de la cabecera municipal y limita al norte con Concepción centro, al sur con la Aldea el Carmen y Hacienda Santa Lucía, y al este con la comunidad de Santiago, y al oeste con la comunidad de Cálusica

## Población
Población total de la comunidad de Jiquinlaca es de alrededor de dos mil ciento cincuenta (2150), personas entre hombres mujeres y niños según el censo del 2019.
Siendo una aldea mediana en extensión territorial pero la más poblada en toda la zona fronteriza con El Salvador

## Economía
Los habitantes de la comunidad la mayoría de ellos obtienen salarios bajos y sobreviven de los productos que ellos mismos cultivaban. Otras actividades son el comercio dentro y fuera de la aldea e incluso fuera del municipio, otras de sus actividades es la construcción de casas, está última es la que mayor deja ingresos a las familias. Las mujeres se dedicaban a los oficios domésticos y pocas de ellas trabajan por sí mismas.
- Datos: Q21573202